# Staatsmine Wilhelmina

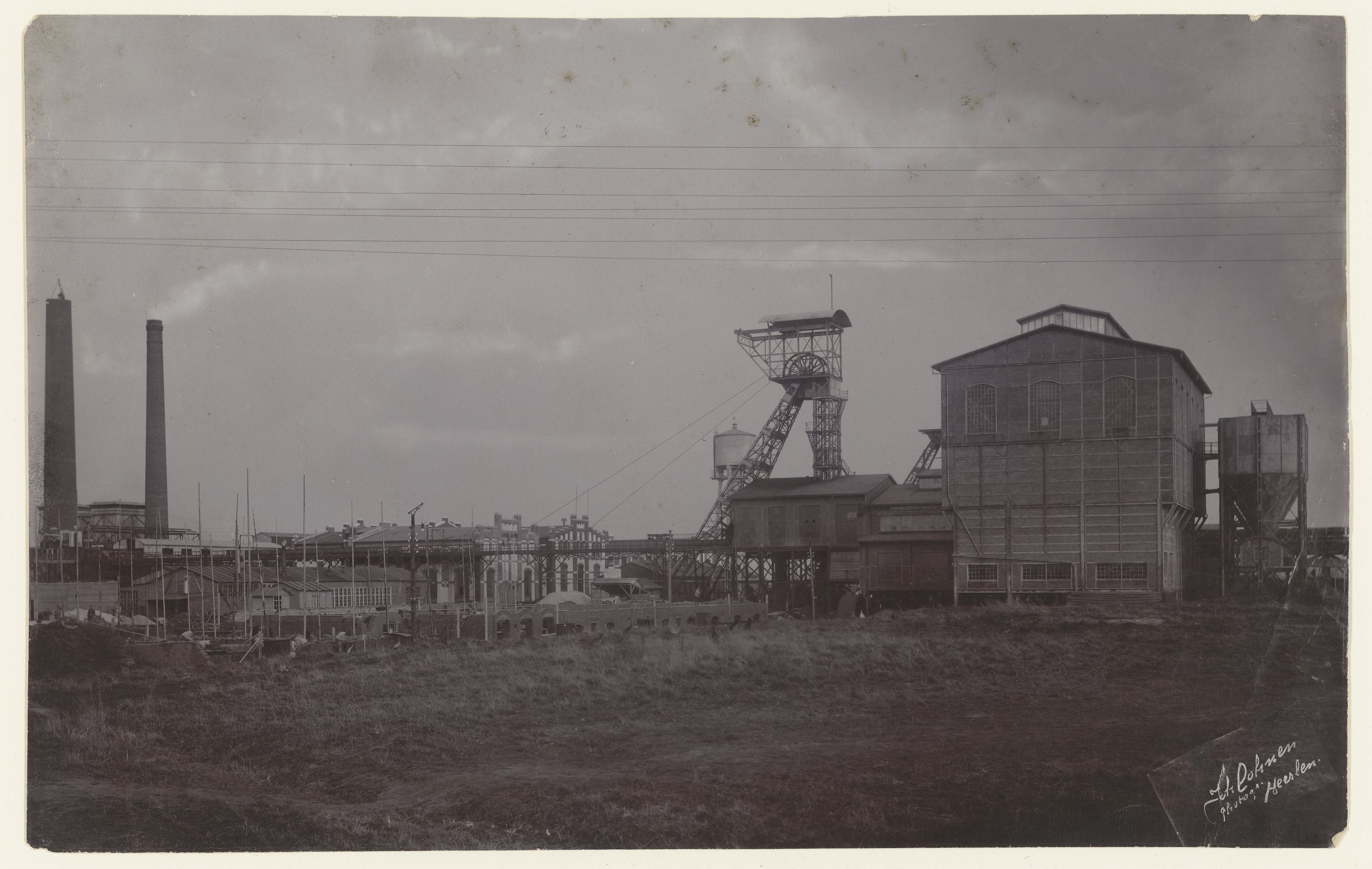
Die Staatsmine Wilhelmina zwischen 1906 und 1920

Die Staatsmine Wilhelmina (niederländisch Staatsmijn Wilhelmina) war von 1906 bis 1969 ein Steinkohlebergwerk in Terwinselen am Rande von Kerkrade in der niederländischen Provinz Limburg unweit der Grenze zu Deutschland. Es war das älteste staatliche Bergwerk der Niederlande. Sie war die einzige der niederländischen Staatsminen, die Magerkohle produzierte.

## Geschichte
In der letzten Dezemberwoche 1902 wurde der Vertrag zum Kauf des entsprechenden Landes zwischen Graf d'Ansembourg und dem Königreich der Niederlande unterzeichnet.
1903 wurde mit der Abteufung  der „Staatsmine B“ (Staatsmijn B), wie die Staatsmine Wilhelmina anfänglich hieß, begonnen. 1906 waren beide Schächte der Zeche fertig. 1909 wurde mit der Kohleförderung  begonnen. Ab 1916 wurden in der zecheneigenen Fabrik Briketts hergestellt.
Die höchste Fördermenge  erreichte die Staatsmine 1948 mit 1.410.000 Tonnen Kohle.

### Lage und Produktion
Das Bergwerk war umschlossen von den Konzessionsfeldern der privaten Gruben Laura in Eygelshoven, der nahe gelegenen Oranje-Nassau II in Schaesberg (Landgraaf), der Oranje-Nassau I in Heerlen, der Grube Domaniale in Kerkrade und der Willem-Sophia in Spekholzerheide. Wie diese privaten Bergwerke förderte auch das staatliche Bergwerk Wilhelmina hauptsächlich gasarme Magerkohle des Typs Hausbrand und besaß eine eigene Synthesekohlenanlage (zur Herstellung von synthetischem Anthrazit). Dies steht im Gegensatz zu den anderen staatlichen Bergwerken, die hauptsächlich gasreiche Fettkohle für die industrielle Nutzung produzierten und meist eine Kokerei besaßen.

### Sohlen
Da das kleine Grubenfeld durch die erwähnten Konzessionsgebiete begrenzt war, konnte die Förderung nach einigen Jahrzehnten nur in der Tiefe erweitert werden, wiederum im Gegensatz zu den anderen staatlichen Bergwerken, die über ausgedehnte Konzessionsfelder verfügten. Die Erweiterungen bestanden aus dem Bau von vier neuen Sohlen, die nacheinander auf 331, 420, 506 und 785 Metern angelegt wurden. Die älteste Sohle auf 162 Meter wurde drastisch verkleinert. Die 253-Meter-Sohle wurde zu einem Luftraum, der außerdem für die Materialversorgung genutzt wurde. Mit dem Bau der 785-Meter-Sohle wurden die sogenannten Finefrau-Schichten erschlossen. Diese tiefen Kohlenschichten, die sich praktisch über das gesamte Grubenfeld erstreckten, enthielten Anthrazitkohle von außergewöhnlich guter Qualität. Die erste Kohle aus dieser Sohle wurde 1956 an die Oberfläche gebracht. Aus Sicherheitsgründen war das Bergwerk unterirdisch mit allen oben genannten privaten Gruben verbunden; diese Verbindungen waren mit schweren, luftdichten Türen verschlossen, die nur im Notfall geöffnet werden konnten.

### Schließung und Umwidmung

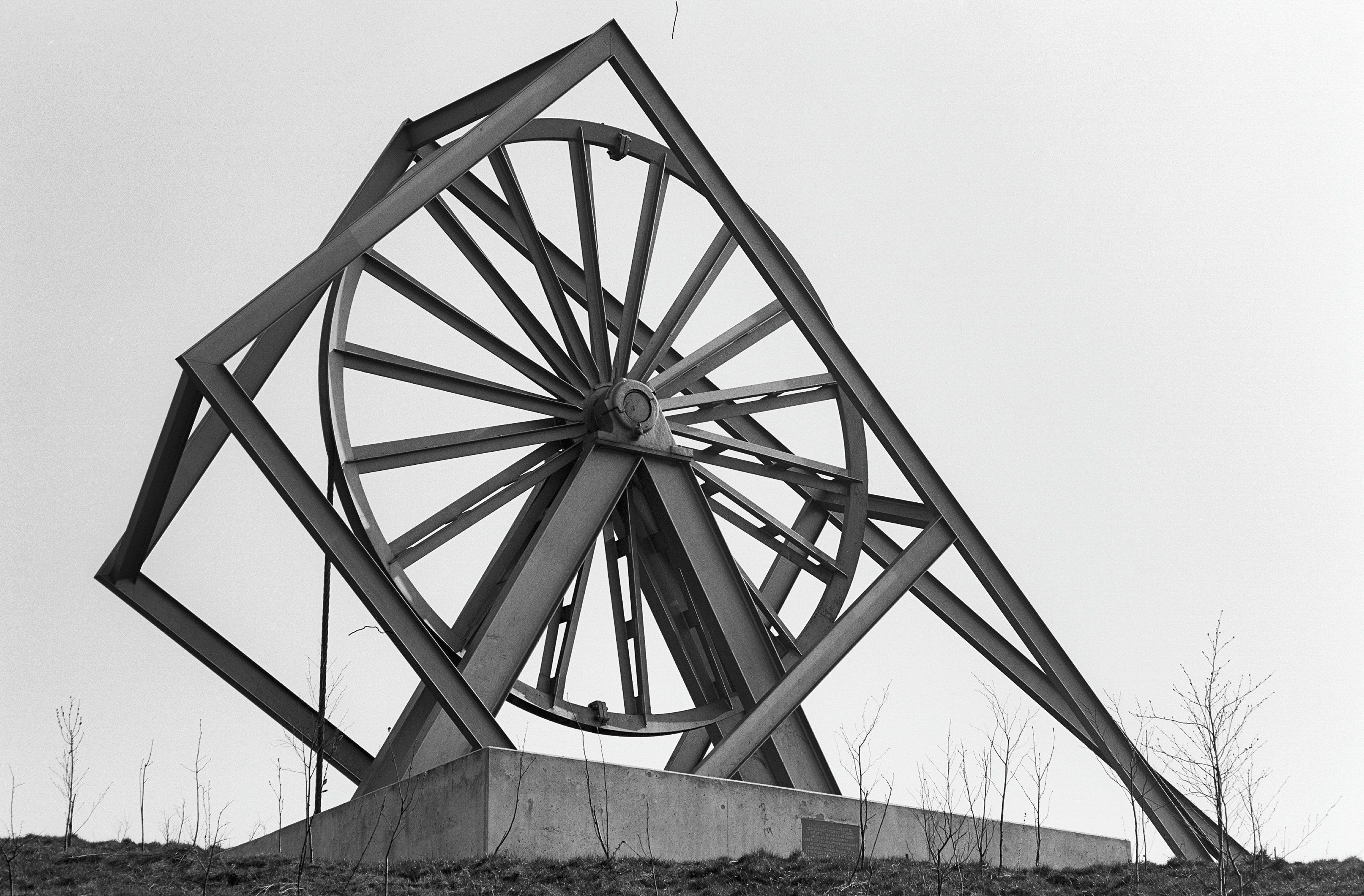
Bergbaudenkmal Schaesberg zur Erinnerung an die Bergbauvergangenheit. Das Kunstwerk besteht aus einem Förderrad des ehemaligen Staatsbergwerks Wilhelmina

Nach der Schließung des Staatsbergwerks Wilhelmina im August 1969 musste das ehemalige Zechengelände umgewidmet werden. Unter dem Motto „von Schwarz zu Grün“ (van zwart naar groen) wurde das Gelände von Mitte 1977 bis 1982 einer Erholungsfunktion zugeführt und die Halde bepflanzt. In den 1990er Jahren wurde am Westhang auch eine SnowWorld-Hallenskipiste gebaut. Die Spitze des künstlichen Hügels ist über die längste und höchste Treppe der Niederlande zu erreichen. Der Wilhelminaberg ist Teil des Parks Gravenrode. Am Fuße des Berges befindet sich das Bergbaudenkmal Schaesberg.

### Verunglückte Arbeiter
Insgesamt kamen in der Staatsmine 127 Arbeiter ums Leben, 104 davon unter Tage, 23 über Tage.

## Leitung
- G. de la Bije (? bis 1922)[6]
- Hendrik Sonnenschein (1922 bis 1939)[7]
- J.H. Diederen (ab 1939)[8]

## Harmonieorchester
Die Staatsmine hatte ihr eigenes Orchester, das Harmonieorkest Staatsmijn Wilhelmina.